# Karl Senestrey
Karl Joseph Johann Senestrey (* 27. Juli 1820 in Bärnau; † 31. Dezember 1901 in München) war Jurist und Mitglied des Deutschen Reichstags.
Senestrey war Landgerichtsassessor und Bezirksgerichtsrat in Traunstein, zuletzt Bezirksgerichtsrat in München.
Er wurde 1874 für den Reichstagswahlkreis Oberbayern 8 (Traunstein) für das Zentrum in den Deutschen Reichstag gewählt, dem er bis 1890 angehörte. Von 1855 bis 1858 und von 1869 bis 1881 war er auch Mitglied der Bayerischen Kammer der Abgeordneten für den gleichen Wahlkreis.